# Aedes nevadensis
Aedes nevadensis é um espécie de mosquito do Género Aedes, pertencente à família Culicidae.